# Misioneros por el mundo
Misioneros por el mundo es un programa de televisión de España que se emite cada viernes 21:30 horas en TRECE. El programa se estrenó el jueves 14 de abril de 2011 a las 23:00 horas. Este programa está  dentro de la categoría reportaje/documental como otros programas del mismo estilo. Actualmente lo presenta el periodista Asell Sánchez-Vicente Magán

## Historia
Misioneros por el mundo se estrenó el jueves 14 de abril de 2011 a las 23:00 horas y más tarde pasó a ser quincenal (se emitía cada dos semanas) y a emitirse los viernes a las 22:00 horas. Actualmente se emite cada viernes 21:30 horas en TRECE.

## Formato
En Misioneros por el mundo un periodista entrevista a los misioneros mientras una cámara recoge los distintos aspectos culturales del lugar, la vida cotidiana de algunas personas con las que trabajan, las personas a las que cuidan o ayudan y las situaciones del país visitado (normalmente con carencias humanas, económicas, saludables...). En un programa intervienen en torno a unos 4 misioneros.